# Deuxième circonscription du Val-de-Marne
La deuxième circonscription du Val-de-Marne est l'une des 11 circonscriptions législatives françaises que compte le département du Val-de-Marne (94) situé en région Île-de-France.

## Description géographique et démographique

### De 1967 à 1986
Ancienne Cinquante-et-unième circonscription de la Seine
- commune de Chevilly-Larue
- commune de Choisy-le-Roi
- commune de Fresnes
- commune de L'Haÿ-les-Roses
- commune d'Orly
- commune de Rungis
- commune de Thiais

### Depuis 1988
La deuxième circonscription du Val-de-Marne est délimitée par le découpage électoral de la loi n°86-1197 du 24 novembre 1986
, elle regroupe les divisions administratives suivantes : 
- Canton de Choisy-le-Roi
- Canton de Créteil-Ouest
- Canton de Créteil-Sud
- Canton d'Orly

D'après le recensement général de la population en 1999, réalisé par l'Institut national de la statistique et des études économiques (INSEE), la population totale de cette circonscription est estimée à 115553 habitants,.

## Historique des députations
| Législature | Début de mandat | Fin de mandat  | Député              | Parti politique | Observations                                                                           |
| ----------- | --------------- | -------------- | ------------------- | --------------- | -------------------------------------------------------------------------------------- |
| IXe         | 23 juin 1988    | 1er avril 1993 | Laurent Cathala     | PS              |                                                                                        |
| Xe          | 2 avril 1993    | 21 avril 1997  | Laurent Cathala,    | PS,             | Mandat écourté à la suite d'une dissolution parlementaire décidée par Jacques Chirac.  |
| XIe         | 12 juin 1997    | 18 juin 2002   | Laurent Cathala     | PS              |                                                                                        |
| XIIe        | 19 juin 2002    | 19 juin 2007   | Laurent Cathala,    | PS,             |                                                                                        |
| XIIIe       | 20 juin 2007    | 19 juin 2012   | Laurent Cathala     | PS              |                                                                                        |
| XIVe        | 20 juin 2012    | 20 juin 2017   | Laurent Cathala     | PS              |                                                                                        |
| XVe         | 21 juin 2017    | 21 juin 2022   | Jean François Mbaye | LREM            |                                                                                        |
| XVIe        | 22 juin 2022    | 9 juin 2024    | Clémence Guetté     | LFI             | Mandat écourté à la suite d'une dissolution parlementaire décidée par Emmanuel Macron. |
| XVIIe       | 8 juillet 2024  | En cours       | Clémence Guetté     | LFI             |                                                                                        |

## Historique des élections

### Élections de 1967
| Candidat           | Candidat          | Parti          | Premier tour | Premier tour | Second tour | Second tour |  |
| Candidat           | Candidat          | Parti          | Voix         | %            | Voix        | %           |  |
| ------------------ | ----------------- | -------------- | ------------ | ------------ | ----------- | ----------- |  |
|                    | Fernand Dupuy élu | PCF            | 26 114       | 41,63        | 33 271      | 56,52       |  |
|                    | Vincent Brugère   | UD-Ve          | 21 896       | 34,91        | 25 592      | 43,48       |  |
|                    | Annie Duperrey    | FGDS           | 5 549        | 8,85         |             |             |  |
|                    | Alfred Willame    | CD (PDM)       | 4 412        | 7,03         |             |             |  |
|                    | Pierre Ringuet    | PSU            | 3 359        | 5,36         |             |             |  |
|                    | Hilaire Chollet   | ARLP           | 1 395        | 2,22         |             |             |  |
|                    |                   |                |              |              |             |             |  |
| Inscrits           | Inscrits          | Inscrits       | 76 997       | 100,00       | 76 999      | 100,00      |  |
| Abstentions        | Abstentions       | Abstentions    | 13 281       | 17,25        | 15 514      | 20,15       |  |
| Votants            | Votants           | Votants        | 63 716       | 82,75        | 61 485      | 79,85       |  |
| Blancs et nuls     | Blancs et nuls    | Blancs et nuls | 991          | 1,56         | 2 622       | 4,26        |  |
| Exprimés           | Exprimés          | Exprimés       | 62 725       | 98,44        | 58 863      | 95,74       |  |
| Source : Data.gouv |                   |                |              |              |             |             |  |

Le suppléant de Fernand Dupuy était Gaston Viens, Président du Conseil Général du Val-de-Marne, maire d'Orly.

### Élections de 1968
| Candidat           | Candidat                     | Parti          | Premier tour | Premier tour | Second tour | Second tour |  |
| Candidat           | Candidat                     | Parti          | Voix         | %            | Voix        | %           |  |
| ------------------ | ---------------------------- | -------------- | ------------ | ------------ | ----------- | ----------- |  |
|                    | Daniel Mallet                | UDR (URP)      | 24 149       | 40,49        | 26 670      | 48,24       |  |
|                    | Fernand Dupuy sortant réélu  | PCF            | 22 263       | 37,33        | 28 611      | 51,76       |  |
|                    | Pierre Ringuet               | PSU            | 4 561        | 7,65         |             |             |  |
|                    | Robert Oppenheim             | FGDS (SFIO)    | 3 992        | 6,69         |             |             |  |
|                    | Édouard Remise               | MPR            | 2 669        | 4,47         |             |             |  |
|                    | Mlle B. Schlesinger-Ruggieri | TD             | 2 009        | 3,37         |             |             |  |
|                    |                              |                |              |              |             |             |  |
| Inscrits           | Inscrits                     | Inscrits       | 75 120       | 100,00       | 75 121      | 100,00      |  |
| Abstentions        | Abstentions                  | Abstentions    | 14 774       | 19,67        | 18 073      | 24,06       |  |
| Votants            | Votants                      | Votants        | 60 346       | 80,33        | 57 048      | 75,94       |  |
| Blancs et nuls     | Blancs et nuls               | Blancs et nuls | 703          | 1,16         | 1 767       | 3,1         |  |
| Exprimés           | Exprimés                     | Exprimés       | 59 643       | 98,84        | 55 281      | 96,9        |  |
| Source : Data.gouv |                              |                |              |              |             |             |  |

Le suppléant de Fernand Dupuy était Gaston Viens.

### Élections de 1973
| Candidat           | Candidat                    | Parti                | Premier tour | Premier tour | Second tour | Second tour |  |
| Candidat           | Candidat                    | Parti                | Voix         | %            | Voix        | %           |  |
| ------------------ | --------------------------- | -------------------- | ------------ | ------------ | ----------- | ----------- |  |
|                    | Fernand Dupuy sortant réélu | PCF                  | 25 437       | 38,04        | 36 730      | 58,23       |  |
|                    | Daniel Mallet               | UDR (URP)            | 16 791       | 25,11        | 26 347      | 41,77       |  |
|                    | Claude Bezé                 | PS (UGSD)            | 9 334        | 13,96        | Retrait     | Retrait     |  |
|                    | Antoine Daoud               | MR (CNIP)            | 8 665        | 12,96        | Retrait     | Retrait     |  |
|                    | Gérard Marroncle            | PSU                  | 2 598        | 3,89         |             |             |  |
|                    | Danielle Riche              | LO                   | 1 461        | 2,19         |             |             |  |
|                    | René Cathala                | CR                   | 1 338        | 2            |             |             |  |
|                    | A Germain                   | Divers droite        | 876          | 1,31         |             |             |  |
|                    | Michel Landron              | Extrême gauche (OCI) | 351          | 0,52         |             |             |  |
|                    | P Castex                    | Extrême droite       | 13           | 0,02         |             |             |  |
|                    |                             |                      |              |              |             |             |  |
| Inscrits           | Inscrits                    | Inscrits             | 82 442       | 100,00       | 82 499      | 100,00      |  |
| Abstentions        | Abstentions                 | Abstentions          | 14 532       | 17,63        | 16 164      | 19,59       |  |
| Votants            | Votants                     | Votants              | 67 910       | 82,37        | 66 335      | 80,41       |  |
| Blancs et nuls     | Blancs et nuls              | Blancs et nuls       | 1 046        | 1,54         | 3 258       | 4,91        |  |
| Exprimés           | Exprimés                    | Exprimés             | 66 864       | 98,46        | 63 077      | 95,09       |  |
| Source : Data.gouv |                             |                      |              |              |             |             |  |

Le suppléant de Fernand Dupuy était Gaston Viens.

### Élections de 1978
| Candidat                                            | Candidat               | Parti          | Premier tour | Premier tour | Second tour | Second tour |  |
| Candidat                                            | Candidat               | Parti          | Voix         | %            | Voix        | %           |  |
| --------------------------------------------------- | ---------------------- | -------------- | ------------ | ------------ | ----------- | ----------- |  |
|                                                     | Charles Fiterman élu   | PCF            | 24 328       | 31,87        | 41 415      | 56,36       |  |
|                                                     | Pierre Tabanou         | PS (MRG)       | 19 602       | 25,68        | Retrait     | Retrait     |  |
|                                                     | Jean Macé              | RPR            | 18 494       | 24,23        | 32 065      | 43,64       |  |
|                                                     | Marie-Geneviève Sadier | UDF (PR)       | 5 208        | 6,82         |             |             |  |
|                                                     | Roland Gatel           | Écologie 78    | 3 058        | 4,00         |             |             |  |
|                                                     | Christiane Le Roux     | PSU (FA)       | 2 110        | 2,76         |             |             |  |
|                                                     | Pierre Lavelle         | UGP            | 1 117        | 1,46         |             |             |  |
|                                                     | Danielle Riché         | LO             | 1 023        | 1,34         |             |             |  |
|                                                     | Martine Klajnbaum      | Divers droite  | 679          | 0,89         |             |             |  |
|                                                     | Sauny Barbot           | FN             | 441          | 0,57         |             |             |  |
|                                                     | Pierre Schmidt         | LCR            | 269          | 0,35         |             |             |  |
|                                                     |                        |                |              |              |             |             |  |
| Inscrits                                            | Inscrits               | Inscrits       | 95 262       | 100,00       | 95 260      | 100,00      |  |
| Abstentions                                         | Abstentions            | Abstentions    | 17 938       | 18,83        | 18 346      | 19,26       |  |
| Votants                                             | Votants                | Votants        | 77 324       | 81,17        | 76 914      | 80,74       |  |
| Blancs et nuls                                      | Blancs et nuls         | Blancs et nuls | 995          | 1,29         | 3 434       | 4,46        |  |
| Exprimés                                            | Exprimés               | Exprimés       | 76 329       | 98,71        | 73 480      | 95,54       |  |
| Source : Le Monde du 21 mars 1978, p. 15 et CEVIPOF |                        |                |              |              |             |             |  |

Le suppléant de Charles Fiterman était Gaston Viens.

### Élections de 1981
| Candidat         | Candidat                 | Parti                    | Premier tour | Premier tour | Second tour | Second tour |  |
| Candidat         | Candidat                 | Parti                    | Voix         | %            | Voix        | %           |  |
| ---------------- | ------------------------ | ------------------------ | ------------ | ------------ | ----------- | ----------- |  |
|                  | Pierre Tabanou élu       | PS (MRG)                 | 23 555       | 36,15        | 41 219      | 65,54       |  |
|                  | Charles Fiterman sortant | PCF                      | 18 662       | 28,64        | Retrait     | Retrait     |  |
|                  | Jean Macé                | RPR (UNM)                | 13 175       | 20,22        | 21 669      | 34,45       |  |
|                  | Jean Gaudaire            | UDF (UNM)                | 5 238        | 8,04         |             |             |  |
|                  | Roland Gatel             | Divers écologiste        | 2 015        | 3,09         |             |             |  |
|                  | Gérard Marroncle         | PSU                      | 1 081        | 1,66         |             |             |  |
|                  | Maurice Battais          | FRP                      | 639          | 0,98         |             |             |  |
|                  | Danielle Riché           | LO                       | 521          | 0,80         |             |             |  |
|                  | Chantal Termes           | Divers écologiste (MSDE) | 273          | 0,42         |             |             |  |
|                  |                          |                          |              |              |             |             |  |
| Inscrits         | Inscrits                 | Inscrits                 | 94 684       | 100,00       | 94 686      | 100,00      |  |
| Abstentions      | Abstentions              | Abstentions              | 29 034       | 30,66        | 30 066      | 31,75       |  |
| Votants          | Votants                  | Votants                  | 65 650       | 69,34        | 64 620      | 68,25       |  |
| Blancs et nuls   | Blancs et nuls           | Blancs et nuls           | 491          | 0,75         | 1 732       | 2,68        |  |
| Exprimés         | Exprimés                 | Exprimés                 | 65 159       | 99,25        | 62 888      | 97,32       |  |
| Source : CEVIPOF |                          |                          |              |              |             |             |  |

Le suppléant de Pierre Tabanou était David Bohbot, maire adjoint de Choisy-le-Roi.

### Élections de 1988
| Candidat       | Candidat                      | Parti          | Premier tour | Premier tour | Second tour | Second tour |  |
| Candidat       | Candidat                      | Parti          | Voix         | %            | Voix        | %           |  |
| -------------- | ----------------------------- | -------------- | ------------ | ------------ | ----------- | ----------- |  |
|                | Laurent Cathala sortant réélu | PS             | 16 011       | 43,77        | 24 385      | 65,00       |  |
|                | Michel Guillou                | RPR (URC)      | 8 542        | 23,35        | 13 075      | 35,00       |  |
|                | Hélène Luc                    | PCF            | 7 149        | 19,54        |             |             |  |
|                | Guy Gaubert                   | FN             | 4 199        | 11,48        |             |             |  |
|                | Catherine Calmet              | Extrême gauche | 514          | 1,41         |             |             |  |
|                | Anne-Marie Fringant           | POE            | 163          | 0,45         |             |             |  |
|                |                               |                |              |              |             |             |  |
| Inscrits       | Inscrits                      | Inscrits       | 61 085       | 100,00       | 61 081      | 100,00      |  |
| Abstentions    | Abstentions                   | Abstentions    | 24 059       | 39,39        | 22 542      | 36,91       |  |
| Votants        | Votants                       | Votants        | 37 026       | 60,61        | 38 539      | 63,09       |  |
| Blancs et nuls | Blancs et nuls                | Blancs et nuls | 448          | 1,21         | 1 179       | 3,06        |  |
| Exprimés       | Exprimés                      | Exprimés       | 36 578       | 98,79        | 37 360      | 96,94       |  |

Le suppléant de Laurent Cathala était David Bohbot, Kinésithérapeute, maire adjoint de Choisy-le-Roi. David Bohbot remplaça Laurent Cathala, nommé membre du gouvernement, du 18 juin 1991 au 1er avril 1993.

### Élections de 1993
| Candidat       | Candidat                      | Parti          | Premier tour | Premier tour | Second tour | Second tour |  |
| Candidat       | Candidat                      | Parti          | Voix         | %            | Voix        | %           |  |
| -------------- | ----------------------------- | -------------- | ------------ | ------------ | ----------- | ----------- |  |
|                | Laurent Cathala sortant réélu | PS (ADFP)      | 9 785        | 26,12        | 20 665      | 56,81       |  |
|                | Marie-Michelle Bataille       | RPR (UPF)      | 9 742        | 26,01        | 15 709      | 43,19       |  |
|                | Hélène Luc                    | PCF            | 5 443        | 14,53        |             |             |  |
|                | Bruno Sérignat                | FN             | 4 972        | 13,27        |             |             |  |
|                | Catherine Calmet              | Les Verts (EÉ) | 3 435        | 9,17         |             |             |  |
|                | Gaston Viens                  | SÉGA           | 2 388        | 6,38         |             |             |  |
|                | Véronique Renaud              | Divers         | 590          | 1,58         |             |             |  |
|                | Christian Lecat               | LO             | 532          | 1,42         |             |             |  |
|                | Martine Damien                | PT             | 301          | 0,8          |             |             |  |
|                | Michel Mac Dougall            | UDI            | 268          | 0,72         |             |             |  |
|                | Pierre Bornaque               | LT-LNÉ         | 0            | 0            |             |             |  |
|                |                               |                |              |              |             |             |  |
| Inscrits       | Inscrits                      | Inscrits       | 60 451       | 100,00       | 60 451      | 100,00      |  |
| Abstentions    | Abstentions                   | Abstentions    | 21 715       | 35,92        | 21 641      | 35,8        |  |
| Votants        | Votants                       | Votants        | 38 736       | 64,08        | 38 810      | 64,2        |  |
| Blancs et nuls | Blancs et nuls                | Blancs et nuls | 1 280        | 3,3          | 2 436       | 6,28        |  |
| Exprimés       | Exprimés                      | Exprimés       | 37 456       | 96,7         | 36 374      | 93,72       |  |

Le suppléant de Laurent Cathala était David Bohbot.

### Élections de 1997
| Candidat       | Candidat                      | Parti          | Premier tour | Premier tour | Second tour | Second tour |  |
| Candidat       | Candidat                      | Parti          | Voix         | %            | Voix        | %           |  |
| -------------- | ----------------------------- | -------------- | ------------ | ------------ | ----------- | ----------- |  |
|                | Laurent Cathala sortant réélu | PS             | 11 776       | 32,17        | 23 919      | 64,52       |  |
|                | Marie-Michelle Bataille       | RPR            | 7 112        | 19,43        | 13 152      | 35,48       |  |
|                | Daniel Davisse                | PCF            | 5 352        | 14,62        |             |             |  |
|                | Bruno Sérignat                | FN             | 5 350        | 14,62        |             |             |  |
|                | Gaston Viens                  | SÉGA           | 1 838        | 5,02         |             |             |  |
|                | Catherine Calmet Reberioux    | Les Verts      | 1 284        | 3,51         |             |             |  |
|                | Christian Lecat               | LO             | 982          | 2,68         |             |             |  |
|                | Francois De Lacoste           | LDI (MPF)      | 679          | 1,85         |             |             |  |
|                | Éric de Bue                   | GÉ             | 541          | 1,48         |             |             |  |
|                | Frédéric Quoniam Barre        | MÉI            | 359          | 0,98         |             |             |  |
|                | Bernard Deville               | US4J           | 342          | 0,93         |             |             |  |
|                | Louise Ben Mami               | LT-LNÉ         | 285          | 0,78         |             |             |  |
|                | Louis-Marie Barnier           | LCR            | 251          | 0,69         |             |             |  |
|                | Jean-Pierre Barrois           | PT             | 181          | 0,49         |             |             |  |
|                | André Freixanet               | IR             | 152          | 0,42         |             |             |  |
|                | Pascale Basier                | Divers         | 121          | 0,33         |             |             |  |
|                |                               |                |              |              |             |             |  |
| Inscrits       | Inscrits                      | Inscrits       | 58 699       | 100,00       | 58 699      | 100,00      |  |
| Abstentions    | Abstentions                   | Abstentions    | 20 900       | 35,61        | 19 566      | 33,33       |  |
| Votants        | Votants                       | Votants        | 37 799       | 64,39        | 39 133      | 66,67       |  |
| Blancs et nuls | Blancs et nuls                | Blancs et nuls | 1 194        | 3,16         | 2 062       | 5,27        |  |
| Exprimés       | Exprimés                      | Exprimés       | 36 605       | 96,84        | 37 071      | 94,73       |  |

Le suppléant de Laurent Cathala était David Bohbot.

### Élections de 2002
| Candidat       | Candidat                      | Parti            | Premier tour | Premier tour | Second tour | Second tour |  |
| Candidat       | Candidat                      | Parti            | Voix         | %            | Voix        | %           |  |
| -------------- | ----------------------------- | ---------------- | ------------ | ------------ | ----------- | ----------- |  |
|                | Laurent Cathala sortant réélu | PS               | 12 026       | 34,62        | 17 413      | 56,57       |  |
|                | Liliane Delwasse              | UMP              | 6 546        | 18,84        | 13 367      | 43,43       |  |
|                | Christophe Martin             | FN               | 3 912        | 11,26        |             |             |  |
|                | Daniel Davisse                | PCF              | 3 765        | 10,84        |             |             |  |
|                | Jérôme Piton                  | UDF              | 3 079        | 8,86         |             |             |  |
|                | Catherine Calmet-Rebérioux    | Les Verts        | 1 330        | 3,83         |             |             |  |
|                | François Philippon            | Divers gauche    | 745          | 2,14         |             |             |  |
|                | Sandrine Bourret              | LCR              | 656          | 1,89         |             |             |  |
|                | Hassan Aoummis                | Pôle républicain | 552          | 1,59         |             |             |  |
|                | Didier Camandona              | RPF              | 464          | 1,34         |             |             |  |
|                | Daniel Gendre                 | LO               | 341          | 0,98         |             |             |  |
|                | Ahmed Khelifi                 | Divers           | 309          | 0,89         |             |             |  |
|                | Lysiane Choukroun             | MNR              | 291          | 0,84         |             |             |  |
|                | Frédéric Quoniam-Barré        | MÉI              | 233          | 0,67         |             |             |  |
|                | Djamel Nekkaz                 | Divers           | 225          | 0,65         |             |             |  |
|                | Françoise Roussel             | PT               | 175          | 0,5          |             |             |  |
|                | Danièle Raba                  | CPNT             | 93           | 0,27         |             |             |  |
|                |                               |                  |              |              |             |             |  |
| Inscrits       | Inscrits                      | Inscrits         | 58 419       | 100,00       | 58 419      | 100,00      |  |
| Abstentions    | Abstentions                   | Abstentions      | 23 045       | 39,45        | 26 334      | 45,08       |  |
| Votants        | Votants                       | Votants          | 35 374       | 60,55        | 32 085      | 54,92       |  |
| Blancs et nuls | Blancs et nuls                | Blancs et nuls   | 632          | 1,79         | 1 305       | 4,07        |  |
| Exprimés       | Exprimés                      | Exprimés         | 34 742       | 98,21        | 30 780      | 95,93       |  |

Le suppléant de Laurent Cathala était François Cabrera, premier adjoint au maire d'Orly, cadre chez Air France.

### Élections de 2007
| Candidat       | Candidat                      | Parti          | Premier tour | Premier tour | Second tour | Second tour |  |
| Candidat       | Candidat                      | Parti          | Voix         | %            | Voix        | %           |  |
| -------------- | ----------------------------- | -------------- | ------------ | ------------ | ----------- | ----------- |  |
|                | Laurent Cathala sortant réélu | PS             | 13 464       | 38,84        | 19 690      | 60,19       |  |
|                | Monique Baron                 | UMP            | 10 371       | 29,92        | 13 025      | 39,81       |  |
|                | Nadine Luc                    | PCF            | 2 791        | 8,05         |             |             |  |
|                | Jérôme Piton                  | UDF–MoDem      | 2 574        | 7,42         |             |             |  |
|                | Dominique Joly                | FN             | 1 508        | 4,35         |             |             |  |
|                | Catherine de Luca             | Les Verts      | 1 091        | 3,15         |             |             |  |
|                | Virginie Rajkumar             | NPA            | 968          | 2,79         |             |             |  |
|                | Martine Daniault              | MPF            | 570          | 1,64         |             |             |  |
|                | Daniel Gendre                 | LO             | 267          | 0,77         |             |             |  |
|                | Dominique Mazaleyrat          | MÉI            | 236          | 0,68         |             |             |  |
|                | Lysiane Choukroun             | MNR            | 218          | 0,63         |             |             |  |
|                | Jean-Alexandre Croisile       | Divers         | 164          | 0,47         |             |             |  |
|                | Yvonne Fourquin               | PT             | 122          | 0,35         |             |             |  |
|                | Alain Even                    | diss. PCF      | 116          | 0,33         |             |             |  |
|                | Serge Leclerc                 | DLR            | 113          | 0,33         |             |             |  |
|                | Bernard Parquet               | Extrême gauche | 80           | 0,23         |             |             |  |
|                | Élie Tahar-Zarrouk            | AL             | 10           | 0,03         |             |             |  |
|                | Marianne Auzeau               | Divers         | 4            | 0,01         |             |             |  |
|                | Djamel Nekkaz                 | Divers         | 0            | 0,00         |             |             |  |
|                |                               |                |              |              |             |             |  |
| Inscrits       | Inscrits                      | Inscrits       | 64 455       | 100,00       | 64 455      | 100,00      |  |
| Abstentions    | Abstentions                   | Abstentions    | 29 222       | 45,34        | 30 898      | 47,94       |  |
| Votants        | Votants                       | Votants        | 35 233       | 54,66        | 33 557      | 52,06       |  |
| Blancs et nuls | Blancs et nuls                | Blancs et nuls | 566          | 1,61         | 842         | 2,51        |  |
| Exprimés       | Exprimés                      | Exprimés       | 34 667       | 98,39        | 32 715      | 97,49       |  |

### Élections de 2012
| Candidat       | Candidat                      | Parti             | Premier tour | Premier tour | Second tour | Second tour |  |
| Candidat       | Candidat                      | Parti             | Voix         | %            | Voix        | %           |  |
| -------------- | ----------------------------- | ----------------- | ------------ | ------------ | ----------- | ----------- |  |
|                | Laurent Cathala sortant réélu | PS                | 15 228       | 47,86        | 20 713      | 69,52       |  |
|                | Thierry Hebbrecht             | UMP               | 5 814        | 18,27        | 9 080       | 30,48       |  |
|                | Didier Guillaume              | FG (PCF)          | 4 131        | 12,98        |             |             |  |
|                | Annick Le Ruyet               | FN                | 3 557        | 11,18        |             |             |  |
|                | Catherine Calmet-Rebérioux    | EÉLV              | 1 075        | 3,38         |             |             |  |
|                | Madeleine Masengu             | MoDem             | 625          | 1,96         |             |             |  |
|                | Anne Keruel                   | NPA               | 210          | 0,66         |             |             |  |
|                | David Nadasi                  | Pirate            | 189          | 0,59         |             |             |  |
|                | Farid Chibout                 | PCD               | 187          | 0,59         |             |             |  |
|                | Daniel Gendre                 | LO                | 172          | 0,54         |             |             |  |
|                | Salika Amara                  | Sans étiquette    | 162          | 0,51         |             |             |  |
|                | David Amar                    | AÉI               | 148          | 0,47         |             |             |  |
|                | Maria Manuela Das Neves       | PRV               | 131          | 0,41         |             |             |  |
|                | Alain Even                    | Divers gauche     | 105          | 0,33         |             |             |  |
|                | Françoise Dutheil             | Divers écologiste | 82           | 0,26         |             |             |  |
|                | Maud Vaudeville               | PCD               | 0            | 0,00         |             |             |  |
|                |                               |                   |              |              |             |             |  |
| Inscrits       | Inscrits                      | Inscrits          | 65 093       | 100,00       | 65 093      | 100,00      |  |
| Abstentions    | Abstentions                   | Abstentions       | 32 776       | 50,35        | 34 226      | 52,58       |  |
| Votants        | Votants                       | Votants           | 32 317       | 49,65        | 30 867      | 47,42       |  |
| Blancs et nuls | Blancs et nuls                | Blancs et nuls    | 501          | 1,55         | 1 074       | 3,48        |  |
| Exprimés       | Exprimés                      | Exprimés          | 31 816       | 98,45        | 29 793      | 96,52       |  |

### Élections de 2017
|                                                                              |                                                                           |                           |                           |                          |                          |
|                                                                              |                                                                           | Premier tour 11 juin 2017 | Premier tour 11 juin 2017 | Second tour 18 juin 2017 | Second tour 18 juin 2017 |
|                                                                              |                                                                           |                           |                           |                          |                          |
|                                                                              |                                                                           | Nombre                    | % des inscrits            | Nombre                   | % des inscrits           |
| Inscrits                                                                     | Inscrits                                                                  | 63 378                    | 100,00                    | 63 379                   | 100,00                   |
| Abstentions                                                                  | Abstentions                                                               | 37 145                    | 58,61                     | 40 261                   | 63,52                    |
| Votants                                                                      | Votants                                                                   | 26 233                    | 41,39                     | 23 118                   | 36,48                    |
|                                                                              |                                                                           |                           | % des votants             |                          | % des votants            |
| Bulletins blancs                                                             | Bulletins blancs                                                          | 460                       | 1,75                      | 1 255                    | 5,43                     |
| Bulletins nuls                                                               | Bulletins nuls                                                            | 180                       | 0,69                      | 592                      | 2,56                     |
| Suffrages exprimés                                                           | Suffrages exprimés                                                        | 25 593                    | 97,56                     | 21 271                   | 92,01                    |
|                                                                              |                                                                           |                           |                           |                          |                          |
| Candidat Étiquette politique (partis et alliances)                           | Candidat Étiquette politique (partis et alliances)                        | Voix                      | % des exprimés            | Voix                     | % des exprimés           |
|                                                                              |                                                                           |                           |                           |                          |                          |
|                                                                              | Jean François Mbaye La République en marche                               | 8 616                     | 33,67                     | 11 184                   | 52,58                    |
|                                                                              | François Cocq La France insoumise                                         | 4 766                     | 18,62                     | 10 087                   | 47,42                    |
|                                                                              | Axel Urgin Parti socialiste                                               | 2 712                     | 10,60                     |                          |                          |
|                                                                              | Thierry Hebbrecht Les Républicains (Union des démocrates et indépendants) | 2 550                     | 9,96                      |                          |                          |
|                                                                              | Gaétan Marzo Front national                                               | 2 310                     | 9,03                      |                          |                          |
|                                                                              | Patrice Diguet Parti communiste français                                  | 1 719                     | 6,72                      |                          |                          |
|                                                                              | Ali Id El Ouali Europe Écologie Les Verts                                 | 1 139                     | 4,45                      |                          |                          |
|                                                                              | Lionel Mazurié Debout la France                                           | 587                       | 2,29                      |                          |                          |
|                                                                              | David Cousy Divers gauche                                                 | 338                       | 1,32                      |                          |                          |
|                                                                              | Christian Tollari Extrême droite (Souveraineté, identité et libertés)     | 286                       | 1,12                      |                          |                          |
|                                                                              | Josefa Torres Lutte ouvrière                                              | 270                       | 1,05                      |                          |                          |
|                                                                              | Khadija Khair Divers (Union populaire républicaine)                       | 227                       | 0,89                      |                          |                          |
|                                                                              | Estelle Sturtzer Union des démocrates et indépendants                     | 73                        | 0,29                      |                          |                          |
| Source : Ministère de l'Intérieur - Deuxième circonscription du Val-de-Marne |                                                                           |                           |                           |                          |                          |

### Élections de 2022
Les élections législatives françaises de 2022 se déroulent les dimanches 12 et 19 juin 2022.
|                                                    |                                                                                    |                           |                           |                          |                          |
|                                                    |                                                                                    | Premier tour 12 juin 2022 | Premier tour 12 juin 2022 | Second tour 19 juin 2022 | Second tour 19 juin 2022 |
|                                                    |                                                                                    |                           |                           |                          |                          |
|                                                    |                                                                                    | Nombre                    | % des inscrits            | Nombre                   | % des inscrits           |
| Inscrits                                           | Inscrits                                                                           | 66 102                    | 100                       | 66 114                   | 100                      |
| Abstentions                                        | Abstentions                                                                        | 39 252                    | 59,38                     | 38 982                   | 58,96                    |
| Votants                                            | Votants                                                                            | 26 850                    | 40,62                     | 27 132                   | 41,04                    |
|                                                    |                                                                                    |                           | % des votants             |                          | % des votants            |
| Bulletins blancs                                   | Bulletins blancs                                                                   | 450                       | 1,68                      | 999                      | 3,68                     |
| Bulletins nuls                                     | Bulletins nuls                                                                     | 186                       | 0,69                      | 397                      | 1,46                     |
| Suffrages exprimés                                 | Suffrages exprimés                                                                 | 26 214                    | 97,63                     | 25 736                   | 94,85                    |
|                                                    |                                                                                    |                           |                           |                          |                          |
| Candidat Étiquette politique (partis et alliances) | Candidat Étiquette politique (partis et alliances)                                 | Voix                      | % des exprimés            | Voix                     | % des exprimés           |
|                                                    |                                                                                    |                           |                           |                          |                          |
|                                                    | Clémence Guetté Nouvelle Union populaire écologique et sociale La France insoumise | 12 440                    | 47,46                     | 16 523                   | 64,20                    |
|                                                    | Jean François Mbaye* Ensemble                                                      | 6 024                     | 22,98                     | 9 213                    | 35,80                    |
|                                                    | Antoine Ghaye Rassemblement national                                               | 2 792                     | 10,65                     |                          |                          |
|                                                    | Frédéric Druart Les Républicains                                                   | 1 713                     | 6,53                      |                          |                          |
|                                                    | Eloïse Laval Reconquête                                                            | 894                       | 3,41                      |                          |                          |
|                                                    | Coline Lardeux Parti radical de gauche                                             | 804                       | 3,07                      |                          |                          |
|                                                    | Céline Suin Parti animaliste                                                       | 452                       | 1,72                      |                          |                          |
|                                                    | Josefa Torres Lutte ouvrière                                                       | 324                       | 1,24                      |                          |                          |
|                                                    | Salika Amara Sans étiquette                                                        | 318                       | 1,21                      |                          |                          |
|                                                    | Françoise Roussel Parti ouvrier indépendant démocratique                           | 245                       | 0,93                      |                          |                          |
|                                                    | Taieb Bouriachi Sans étiquette                                                     | 208                       | 0,79                      |                          |                          |
|                                                    | Elsa Deransart Divers gauche                                                       | 0                         | 0,00                      |                          |                          |
| * Député sortant                                   |                                                                                    |                           |                           |                          |                          |

### Élections de 2024
|                          | Sabine Pruvot            | LO                       | EXG                      | 546   | 1,34  |  |  |
|                          | Gérard Cruzille          | REC                      | REC                      | 514   | 1,26  |  |  |
|                          | Mehmet Ceylan            | RE (ENS)                 | ENS                      | 6559  | 16,04 |  |  |
|                          | Michel Sasportas         | LR                       | LR                       | 2103  | 5,14  |  |  |
|                          | Antoine Ghaye            | RN                       | RN                       | 7153  | 17,49 |  |  |
|                          | Patricia Foffé           | SE                       | SE                       | 1236  | 3,02  |  |  |
|                          | Clémence Boutarin        | NPA                      | EXG                      | 0     | 0     |  |  |
|                          | Clémence Guetté          | LFI (NFP)                | UG                       | 22494 | 55    |  |  |
|                          | Manon Haller             | PRCF                     | EXG                      | 291   | 0,71  |  |  |
|                          |                          |                          |                          |       |       |  |  |
| Suffrages exprimés       | Suffrages exprimés       | Suffrages exprimés       | Suffrages exprimés       | 40896 | 97,66 |  |  |
| Votes blancs             | Votes blancs             | Votes blancs             | Votes blancs             | 600   | 0,92  |  |  |
| Votes nuls               | Votes nuls               | Votes nuls               | Votes nuls               | 378   | 0,58  |  |  |
| Total                    | Total                    | Total                    | Total                    | 100   | 100   |  |  |
| Abstention               | Abstention               | Abstention               | Abstention               | 23503 | 35,95 |  |  |
| Inscrits / participation | Inscrits / participation | Inscrits / participation | Inscrits / participation | 65377 | 64,05 |  |  |

#### Département du Val-de-Marne
- La fiche de l'INSEE de cette circonscription : « Tableaux et Analyses de la deuxième circonscription du Val-de-Marne », sur insee.fr, site de l'Institut national de la statistique et des études économiques (consulté le 10 juin 2007) [PDF]

- « Tous les députés du département du Val-de-Marne depuis 1789 », sur assemblee-nationale.fr, site de l'Assemblée nationale française (consulté le 10 juin 2007)

- « Informations contentieuses sur le département du Val-de-Marne (Élections législatives de 2002) »(Archive.org • Wikiwix • Archive.is • Google • Que faire ?), sur conseil-constitutionnel.fr, site du Conseil constitutionnel (consulté le 13 juin 2007)

#### Circonscriptions en France
- « Carte des circonscriptions législatives en France », sur assemblee-nationale.fr, site de l'Assemblée nationale française (consulté le 10 juin 2007)

- « Résultats électoraux officiels en France »(Archive.org • Wikiwix • Archive.is • Google • Que faire ?), sur interieur.gouv.fr, site du ministère de l'Intérieur (France) (consulté le 13 juin 2007)

- Description et Atlas des circonscriptions électorales de France sur http://www.atlaspol.com, Atlaspol, site de cartographie géopolitique, consulté le 13 juin 2007.